# Alyssum linifolium
Alyssum linifolium  es una especie de planta herbácea perteneciente a la familia de las brasicáceas.

## Descripción
Planta anual, de altura comprendida entre los 10 y los 20 cm. Prácticamente cubierta de pelo en su totalidad. Tiene un color verde o verde ceniciento.
Los tallos son erectos, normalmente ramificada desde la base en el extremo de esto aparecen los racimos de flores que se alargan progresivamente durante la antesis.
Hojas cubiertas de pelos estrellados, los del envés con menos radios que los caulinares. 
Sépalos de un verde amarillento, caducos, con pelos estrellados. Pétalos blanco rosado, sin pelos. Estambres laterales con los filamentos (parte estéril del mismo) provistos de un apéndice entero y soldado a la base del filamento.
Ovario glabro (sin pelos al igual que los pétalos); con 4-6(8) primordios (futuras semillas) por lóculo. Frutos de elípticos a obovados, con valvas planas.

## Hábitat y distribución
Procedencia
Mediterráneo-irano-turaniana 
Hábitat
Entre los 350-1000 m. Común en cultivos, barbechos y bordes de caminos, con preferencias basófilo (sobre suelo básico)
Ecología
Prados subnitrófilos
Distribución
S de Europa, N de África, SW de Asia; naturalizada en Australia. Mitad E de la Península.
Floración
Entre marzo y junio.

## Taxonomía
Alyssum linifolium publicada por Stephan
Vernáculo
Hierba de la rabia
Sinonimia
NOTA: Los nombres que presentan enlaces son sinónimos en otras especies: 
- Alyssum cupreum
- Alyssum illyricum
- Alyssum linearifolium
- Alyssum linifolium var. cupreum
- Alyssum minimum
- Farsetia linifolia
- Meniocus australasicus
- Meniocus linifolius